# Dezej
Dezej o Dizaj (farsi دزج) è una città dello shahrestān di Qorveh, circoscrizione di Chahardoli, nella provincia iraniana del Kurdistan. Aveva, nel 2006, 2.292 abitanti. 